# Michael Gilmore
Michael Gilmore (Jacksonville, Florida, 11 de enero de 1995) es un baloncestista estadounidense que pertenece a la plantilla del UCC Assigeco Piacenza de la Serie A2 italiana. Con 2,08 metros de estatura, juega en la posición de ala-pívot. Es sobrino del miembro del Basketball Hall of Fame Artis Gilmore.

## Trayectoria deportiva

### Universidad
Jugó dos temporadas con los Rams de la Universidad de la Mancomunidad de Virginia, en las que contó con pocos minutos de juego, promediando en la segunda de ellas 3,1 puntos y 2,7 rebotes por partido.
En 2016 fue transferido a los Florida Gulf Coast de la Universidad Florida Gulf Coast, donde, tras pasar el año de parón que impone la NCAA, jugó una temporada, en la que promedió 6,6 puntos y 5,6 rebotes por encuentro. Tras graduarse, regresó a los Rams para disputar una última temporada, promediando 2,8 puntos y 2,4 rebotes.

### Profesional
Tras no ser elegido en el Draft de la NBA de 2019, firmó su primer contrato profesional en julio con el Phoenix Hagen de la ProA, el segundo nivel del baloncesto alemán. En su primera temporada en el equipo, saliendo desde el banquillo, promedió 4,8 puntos y 3,2 rebotes por partido.

## Selección nacional
Gracias a que su madre nació en Bruselas, Gilmore fue habilitado para jugar con la selección de baloncesto de Bélgica en 2020, haciendo su debut ante Lituania en un partido correspondiente a la clasificación para el Campeonato Europeo de Baloncesto Masculino de 2022.